# Damásta
Damásta, en grec moderne : Δαμάστα est un village du dème de Malevízi, dans le district régional d'Héraklion en Crète, en Grèce. Selon le recensement de 2011, il compte 245 habitants. Le village est attesté pour la première fois au XVIe siècle. Pendant la Seconde Guerre mondiale, il est le théâtre du sabotage de Damásta, le 8 août 1944, et les Allemands y exécutent 30 habitants, en représailles, le 21 août. 